# Малецкий, Виталий Алексеевич
Виталий Алексеевич Малецкий (род. 5 сентября 1978 года, Кременчуг, Полтавская область, УССР, СССР) — украинский политический и государственный деятель. Городской голова Кременчуга с 15 ноября 2015 года.

## Биография
Виталий Алексеевич Малецкий родился 5 сентября 1978 года в украинском городе Кременчуг, Полтавской области. Детство он провёл в селе Красная Знаменка, Кременчугского района того же региона. Отец работал машинистом автокрана, а мать — фельдшером на станции «скорой помощи».
Виталий окончил 26-ю школу родного города и поступил на Кременчугский филиал Харьковского политехнического института (сейчас— Кременчугский национальный университет имени Михаила Остроградского) на специальность «менеджмент организаций». Также отучился в Национальной академии государственного управления при Президенте Украины.
Политическая карьера
Малецкий баллотировался в мэры Кременчуга от партии «Поруч». В первом туре Виталий набрал 21,40 %, занявши первое место, второе место занял Виктор Калашник (Европейская солидарность) с результатом 14,10 %.
Второй тур состоялся 15 ноября 2015 года. Во втором туре выборов Виталий набрал 32 тысячи 684 голосов избирателей (60,8 %), а его конкурент — первый вице-мэр Кременчуга, представитель, на тот момент, «Блока Петра Порошенко „Солидарность“» Виктор Калашник — 15 тысяч 897 голосов (29,6 %).